# Islande aux Jeux olympiques d'été de 2012
L'Islande participe aux Jeux olympiques d'été de 2012 à Londres au Royaume-Uni du 27 juillet au 12 août 2012. Il s'agit de sa 19e participation à des Jeux olympiques d'été.

## Badminton
| Athlète             | Compétition  | Phase de groupe                 | Phase de groupe        | Phase de groupe  | Phase de groupe | 8e de finale     | Quarts de finale | Demi-finales     | Finale           | Finale |
| Athlète             | Compétition  | Adversaire Score                | Adversaire Score       | Adversaire Score | Rang            | Adversaire Score | Adversaire Score | Adversaire Score | Adversaire Score | Rang   |
| ------------------- | ------------ | ------------------------------- | ---------------------- | ---------------- | --------------- | ---------------- | ---------------- | ---------------- | ---------------- | ------ |
| Ragna Ingolfsdottir | Simple dames | Stapušaitytė 2-0 (21-10, 21-16) | Jie 0-2 (12-21, 23-25) | NC               | 2e              | –                | –                | –                | –                | –      |

## Handball

### Tournoi masculin
Classement
| # | Équipe          | Pts | G | N | P | BP  | BC  | Diff |
| - | --------------- | --- | - | - | - | --- | --- | ---- |
| 1 | Islande         | 10  | 5 | 0 | 0 | 167 | 132 | +35  |
| 2 | France          | 8   | 4 | 0 | 1 | 159 | 110 | +49  |
| 3 | Suède           | 6   | 3 | 0 | 2 | 156 | 115 | +41  |
| 4 | Tunisie         | 4   | 2 | 0 | 3 | 121 | 125 | -4   |
| 5 | Argentine       | 2   | 1 | 0 | 4 | 113 | 138 | -25  |
| 6 | Grande-Bretagne | 0   | 0 | 0 | 5 | 96  | 192 | -96  |

|  | Qualifié pour les quarts de finale                                                                             |
|  | Éliminé |
|  | Pts points ; G victoires ; N nuls ; P défaites BP buts marqués ; BC buts encaissés ; Diff différence de points |

Matchs
| 29 juillet 9 h 30 | Islande      | 31-25     | Argentine    | Copper Box, Londres Affluence : 3 701 Arbitrage : L. Geipel, M. Helbig |
| 29 juillet 9 h 30 | Sigurðsson 9 | (15 - 14) | Simonet D. 5 | Copper Box, Londres Affluence : 3 701 Arbitrage : L. Geipel, M. Helbig |
| 29 juillet 9 h 30 | ×3 ×6        | Rapport   | ×3 ×1        | Copper Box, Londres Affluence : 3 701 Arbitrage : L. Geipel, M. Helbig |

| 31 juillet 9 h 30 | Tunisie    | 22 - 32  | Islande      | Copper Box, Londres Affluence : 3 559 Arbitrage : M Al-Nuaimi, O. A. Omar |
| 31 juillet 9 h 30 | Bannour 10 | (8 - 19) | Pálmarsson 8 | Copper Box, Londres Affluence : 3 559 Arbitrage : M Al-Nuaimi, O. A. Omar |
| 31 juillet 9 h 30 | ×4 ×3      | Rapport  | ×4 ×5        | Copper Box, Londres Affluence : 3 559 Arbitrage : M Al-Nuaimi, O. A. Omar |

| 2 août 21 h 15 | Suède     | 32 - 33   | Islande      | Copper Box, Londres Affluence : 4 590 Arbitrage : G. Nachevski, S. Nikolov |
| 2 août 21 h 15 | Källman 9 | (13 - 17) | Pálmarsson 9 | Copper Box, Londres Affluence : 4 590 Arbitrage : G. Nachevski, S. Nikolov |
| 2 août 21 h 15 | ×3        | Rapport   | ×3 ×8        | Copper Box, Londres Affluence : 4 590 Arbitrage : G. Nachevski, S. Nikolov |

| 4 août 19 h 30 | Islande     | 30 - 29   | France      | Copper Box, Londres Affluence : 4 521 Arbitrage : N. Krstić, P. Ljubič |
| 4 août 19 h 30 | Petersson 6 | (16 - 15) | Fernandez 9 | Copper Box, Londres Affluence : 4 521 Arbitrage : N. Krstić, P. Ljubič |
| 4 août 19 h 30 | ×3 ×7       | Rapport   | ×2 ×4       | Copper Box, Londres Affluence : 4 521 Arbitrage : N. Krstić, P. Ljubič |

| 6 août 16 h 15 | Islande      | 41 - 24   | Grande-Bretagne | Copper Box, Londres Affluence : 4 856 Arbitrage : M. Abdulla, S. J. Bamutref |
| 6 août 16 h 15 | Sigurðsson 8 | (18 - 15) | Larsson 9       | Copper Box, Londres Affluence : 4 856 Arbitrage : M. Abdulla, S. J. Bamutref |
| 6 août 16 h 15 | ×3 ×4        | Rapport   | ×3 ×5           | Copper Box, Londres Affluence : 4 856 Arbitrage : M. Abdulla, S. J. Bamutref |

Quart de finale
| 8 août 11 h 00 | Islande              | 33 - 34 (ap)       | Hongrie | Basketball Arena, Londres Affluence : 9 063 Arbitrage : N. Lazaar, L. Reveret |
| 8 août 11 h 00 | Sigurðsson 8         | (12 - 16, 27 - 27) | Nagy 9  | Basketball Arena, Londres Affluence : 9 063 Arbitrage : N. Lazaar, L. Reveret |
| 8 août 11 h 00 | Prol. : 3 - 3, 3 - 4 |                    |         | Basketball Arena, Londres Affluence : 9 063 Arbitrage : N. Lazaar, L. Reveret |
| 8 août 11 h 00 | ×3 ×2                | Rapport            | ×3 ×4   | Basketball Arena, Londres Affluence : 9 063 Arbitrage : N. Lazaar, L. Reveret |

## Judo
| Athlète               | Compétition           | 1/16 de finale        | 1/8 de finale       | Quarts de finale    | Demi-finales        | Repêchage 1         | Repêchage 2         | Finale              | Finale |
| Athlète               | Compétition           | Adversaire Résultat   | Adversaire Résultat | Adversaire Résultat | Adversaire Résultat | Adversaire Résultat | Adversaire Résultat | Adversaire Résultat | Rang   |
| --------------------- | --------------------- | --------------------- | ------------------- | ------------------- | ------------------- | ------------------- | ------------------- | ------------------- | ------ |
| Þormóður Árni Jónsson | Plus de 100 kg hommes | Battu par Silva ippon | –                   | –                   | –                   | –                   | –                   | –                   | –      |

## Tir
| Athlète              | Compétition                         | Qualification | Qualification | Finale | Finale |
| Athlète              | Compétition                         | Points        | Rang          | Points | Rang   |
| -------------------- | ----------------------------------- | ------------- | ------------- | ------ | ------ |
| Asgeir Sigurgeirsson | Pistolet à 10 m air comprimé hommes | 580           | 14e           | NC     | NC     |
| Asgeir Sigurgeirsson | Pistolet à 50 m hommes              | 544           | 32e           | NC     | NC     |